# Marc Lawrence
Marc Lawrence, född 17 februari 1910 i New York, död 27 november 2005 i Palm Springs, Kalifornien, var en amerikansk skådespelare. Lawrence var främst känd för att spela tuffingar, gansters och mafiosos på film. Under 1950-talet svartlistades han i Hollywood av HUAC sedan han medgett att han i sin ungdom varit medlem i USA:s kommunistiska parti.

## Filmografi i urval
- 1937 – Polisens flygande attack
- 1937 – Charlie Chan på Broadway
- 1938 – Who Killed Gail Preston?
- 1938 – Jag är lagen
- 1939 – Homicide Bureau
- 1939 – Charlie Chan i Honolulu
- 1940 – Nattens vargar
- 1941 – Blommor i skugga
- 1941 – Skogarnas dotter
- 1941 – Akta're för spöken
- 1942 – Inringad!
- 1943 – Möte vid Ox-oket
- 1944 – Prinsessan och piraten
- 1945 – Dillinger
- 1948 – Stormvarning utfärdad
- 1948 – Jag kämpar ensam
- 1950 – I asfaltens djungel
- 1970 – Brevet till Kreml
- 1971 – Diamantfeber
- 1974 – Mannen med den gyllene pistolen
- 1975 – Maratonmannen
- 1978 – Tjejen som visste för mycket
- 1992 – Newsies
- 2001 – Sjöfartsnytt
- 2003 – Looney Tunes: Back in Action